# Transformada de Hartley
En matemàtiques, la transformada de Hartley (HT) és una transformada integral estretament relacionada amb la transformada de Fourier (FT), però que transforma funcions de valor real en funcions de valor real. Va ser proposat com una alternativa a la transformada de Fourier per Ralph VL Hartley el 1942, i és una de les moltes transformades relacionades amb Fourier conegudes. En comparació amb la transformada de Fourier, la transformada de Hartley té els avantatges de transformar funcions reals en funcions reals (en lloc de requerir nombres complexos) i de ser la seva pròpia inversa.
La versió discreta de la transformada, la transformada de Hartley discreta (DHT), va ser introduïda per Ronald N. Bracewell el 1983.
La transformada de Hartley bidimensional es pot calcular mitjançant un procés òptic analògic similar a una transformada òptica de Fourier (OFT), amb l'avantatge proposat que només cal determinar la seva amplitud i signe en lloc de la seva fase complexa. Tanmateix, les transformacions òptiques de Hartley no sembla que hagin tingut un ús generalitzat.

## Definició
La transformada de Hartley d'una funció {\displaystyle f(t)} es defineix per:{\displaystyle H(\omega )=\left\{{\mathcal {H}}f\right\}(\omega )={\frac {1}{\sqrt {2\pi }}}\int _{-\infty }^{\infty }f(t)\operatorname {cas} (\omega t)\,\mathrm {d} t\,,}on {\displaystyle \omega } pot ser en aplicacions una freqüència angular i{\displaystyle \operatorname {cas} (t)=\cos(t)+\sin(t)={\sqrt {2}}\sin(t+\pi /4)={\sqrt {2}}\cos(t-\pi /4)\,,}és el cosinus i el sinus (cas) o el nucli de Hartley. En termes d'enginyeria, aquesta transformada pren un senyal (funció) del domini del temps al domini espectral de Hartley (domini de la freqüència).

### Transformació inversa
La transformada de Hartley té la propietat convenient de ser la seva pròpia inversa (una involució):{\displaystyle F(\omega )={\frac {H(\omega )+H(-\omega )}{2}}-\mathrm {i} {\frac {H(\omega )-H(-\omega )}{2}}\,.}És a dir, les parts real i imaginària de la transformada de Fourier estan donades simplement per les parts parelles i senars de la transformada de Hartley, respectivament.

## Relació amb la transformada de Fourier
Aquesta transformada difereix de la clàssica transformada de Fourier {\displaystyle F(\omega )={\mathcal {F}}\{f(t)\}(\omega )} en l'elecció del nucli. En la transformada de Fourier, tenim el nucli exponencial, {\displaystyle \exp \left({-\mathrm {i} \omega t}\right)=\cos(\omega t)-\mathrm {i} \sin(\omega t)}, on {\displaystyle \mathrm {i} } és la unitat imaginària.
Les dues transformades estan estretament relacionades, però, i la transformada de Fourier (suposant que utilitza el mateix {\displaystyle 1/{\sqrt {2\pi }}} convenció de normalització) es pot calcular a partir de la transformada de Hartley mitjançant:{\displaystyle F(\omega )={\frac {H(\omega )+H(-\omega )}{2}}-\mathrm {i} {\frac {H(\omega )-H(-\omega )}{2}}\,.}És a dir, les parts real i imaginària de la transformada de Fourier estan donades simplement per les parts parelles i senars de la transformada de Hartley, respectivament.